# Helen Keller
 Helen Adams Keller  (27. juni 1880 – 1. juni 1968) var en amerikansk forfatter.
Da hun var halvandet år fik hun skarlagensfeber og blev blind og døv.
I april 1887 lærte hun for første gang, at ord har en mening.
I 1902 skrev hun sin livshistorie.
I 1904 fuldførte hun college.
I 1955 rejste hun rundt i verden og hjalp krigsofre som var blevet blinde.
I 1960 skrev hun bogen Light in my Darkness hvor hun argumenterede for Emanuel Swedenborgs teorier.
Den 14. september 1964 blev hun tildelt Præsidentens frihedsmedalje af præsident Lyndon B. Johnson. 